# Caio Fânio Estrabão (cônsul em 161 a.C.)
Caio Fânio Estrabão (em latim: Caius Fannius Strabo) foi um político da gente Fânia da República Romana eleito cônsul em 161 a.C. com Marco Valério Messala. Caio Fânio Estrabão, cônsul em 122 a.C., era seu filho.

## Consulado (161 a.C.)
Estrabão foi eleito cônsul em 161 a.C. com Marco Valério Messala e, durante seu consulado, todos os retóricos estrangeiros foram expulsos de Roma. Segundo Plínio, o Velho, foi o proponente da Lex Sumtuaria. Foi também durante o seu mandato que duas importantes peças de Terêncio foram apresentadas em Roma: "Eunuco" e "Fórmio".